# Teinopodagrion vallenatum
Teinopodagrion vallenatum är en trollsländeart som beskrevs av De Marmels 2001. Teinopodagrion vallenatum ingår i släktet Teinopodagrion och familjen Megapodagrionidae. Inga underarter finns listade i Catalogue of Life.